# 最強銀河 究極ZERO Battle Spirits
《最強銀河 究極ZERO～Battle Spirits～》（日语：最強銀河 究極ゼロ ～バトルスピリッツ～），為Battle Spirits的動畫第六季。由2013年9月22日於名古屋電視台播放。

## 概要
為Battle Spirits的動畫第六季，為系列首次以「宇宙」作為故事舞台，本作亦有強烈的科幻風格的描寫。另外，值得注意的是本作一改前五季作風，將「Battle Spirits」的字眼放到最後，LOGO上的「Battle Spirits」字樣也明顯比以前小了很多。
製作人員方面，角色設定繼續沿用『Brave』以來的石川哲也，其他製作人員方面跟前作差不多一致。聲優方面除了起用參演歷代遊戲的聲優們，還繼續沿用部分參演前作「Sword Eyes」的聲優如諏訪部順一、堀江由衣、福山潤、釘宮理惠等人。男主角的聲優更是打破前五季傳統-使用女性聲優的慣例，起用男性聲優中村悠一為主角進行配音。
戰鬥系統上，本作也來一個大革新，廢除自Battle Spirits 少年激霸彈以來的傳統發卡宣言，規則也變得比較容易明白（在劇中特別的情況下，角色會進行講解）。另外跟前作一樣角色在對戰時也能在對戰場上不停移動，也重視喜劇元素和戰鬥CG等方面。
本作播放開始前，在9月15日播出特別番組宣傳。

## 故事大概
人類和宇宙人在廣大宇宙進行冒險的時代，有一個少年和一條龍坐著宇宙船「一番星號」在不同的星球世界展開無盡的冒險旅程。
那個少年名叫「一番星零」，他與搭擋小龍「無限」，為尋找在銀河之中的秘寶「究極的Battle Spirits」而展開旅程。

## 登場角色

### 一番星號
一番星零
配音：中村悠一（日本）；樂家焜（香港）
本作的男主角。失去了部份記憶，究極三龍神之一——究極齊格普爾姆新星所選擇的人，目標是尋找「究極的Battle Spirits」。對戰時外表會因卡組的顏色而轉換，性格亦會因而有所不同。喜歡的食物是薄餅跟可樂。
灼熱ZERO
配音：中村悠一（日本）； 樂家焜（香港）
一番星零使用紅屬性卡組時的姿態。
白銀ZERO
配音：中村悠一（日本）；樂家焜（香港）
一番星零使用白屬性卡組時的姿態。
疾風ZERO
配音：中村悠一（日本）；樂家焜（香港）
一番星零使用綠屬性卡組時的姿態。
紫電ZERO
配音：中村悠一（日本）；樂家焜（香港）
一番星零使用紫屬性卡組時的姿態。
紺碧ZERO
配音：中村悠一（日本）；樂家焜（香港）
一番星零使用藍屬性卡組時的姿態。
閃光ZERO
配音：中村悠一（日本）；樂家焜（香港）
一番星零使用黃屬性卡組時的姿態。
究極ZERO
配音：中村悠一（日本）；樂家焜（香港）
一番星零使用全部屬性卡組時的姿態。
無限
配音：井口裕香（日本）；鄭家蕙（香港）
紅色的龍，零的拍檔。魔法之星咲的超級歌迷。對戰會變成卡牌加入卡組中。
索特
配音：福山潤（日本）；黃啟明（香港）
零的廚師機械人，得意料理是薄餅。魔法之星咲的超級歌迷。
利古特
配音：釘宮理惠（日本）；何芷心（香港）
Battle Spirits新手，拉娜的弟弟。雖然實力一般，但Battle Spirits的知識非常豐富。
拉娜
配音：伊瀬茉莉也（日本）；姜嘉蕾（香港）
利古特的姊姊，擅長打掃地方。因為非常喜歡企鵝，所以卡組是也企鵝卡組。視愛莉絲為偶像。

### 公會
米洛克
配音：下野紘（日本）；李家傑（香港）
公會的首領，零和霧牙的兒時玩伴，被蛇夫座迷惑，變得野心勃勃，希望稱霸宇宙。曾一度撃倒使用紅色卡組的零。
流星霧牙
配音：諏訪部順一（日本）；杜景煜（香港）
本作的第二男主角，被稱為公會上最強的男人。失去了部份記憶，究極三龍神之一——究極射手阿波羅龍所選擇的人，宇宙飛船是「流星號」。與零同樣，因應卡組的顏色，對戰時的外表會有所轉變，但性格不會有變化。最後化為究極戰徽和一番星零融為一體。
伊安
配音：白石涼子（日本）；程文意（香港）
霧牙的拍檔，藍色的小龍。自稱是霧牙的管家，與無限同樣可以變成卡牌加入卡組中。
三烏鴉
流動之渡
配音：（日本）；竺諺鴻（香港）
憤怒之烏鴉
覺醒之鶴

#### 黃道裏十二宮
巨蟹座之路基諾斯
第一個出現的黃道裏十二宮合體卡的使用者，十分喜歡吃蟹肉，被赤色之霧牙打倒。
獅子座之迪涅波拉
第二個出現的黃道裏十二宮合體卡的使用者，天王巨星，喜歡流星，被灼熱之ZERO打倒。
蛇夫座之涅古斯
黃道裏十三宮合體卡的使用者，希望把宇宙吞噬，被究極之ZERO打倒。

### 宇宙海賊愛莉絲
啟明星之愛莉絲
配音：堀江由衣（日本）；程文意（香港）
宇宙女海盜，究極三龍神之一——聖龍皇究極救世主所選擇的人，以「維納斯號」在宇宙航行。雖然是海盜，但充滿俠義之心並只會向壞分子出手。被米洛克擊倒。最後化為究極戰徽和一番星零融為一體。
可可
配音：藤田咲（日本）；羅婉楓（香港）
艾莉斯的拍檔，黃色小龍。稱呼愛莉絲為「媽媽」。能夠變成卡牌加入卡組中。

### 其他角色
魔法之星咲
配音：藤田咲（日本）；何芷心（香港）
宇宙中的人氣偶像MAGICAL。對閃光之ZERO抱有好感。

## 卡片

### X卡

#### 白色
BS27-X07 獅子星鎧合體白獅
- 系統：機獸・光導
- 戰徽：白
- 費用：5
- 減輕戰徽：白2
- LV1：BP5000，合體：+BP5000

#### 紫色
BS29-X08 蛇帝星鎧合體蛇夫
- 系統：妖蛇・光導
- 戰徽：紫
- 費用：8
- 減輕戰徽：紫4
- LV1：BP5000，合體：+BP5000

#### 綠色
BS26-X07 巨蟹星鎧合體幕蟹
- 系統：殼蟲・光導
- 戰徽：綠
- 費用：6
- 減輕戰徽：綠3
- LV1：BP5000，合體：+BP5000

### 究極卡

#### 紅色
BS26-X03 究極齊格普爾姆新星
- 系統：三龍神・星龍
- 戰徽：紅
- 費用：8
- 減輕戰徽：紅4
- LV3：BP15000，LV4：BP20000，LV5：BP30000

BS27-X03 聖龍皇究極救世主
- 系統：三龍神・戰龍
- 戰徽：紅
- 費用：7
- 減輕戰徽：紅3
- LV3：BP10000，LV4：BP13000，LV5：BP20000

BS28-X03 究極無限龍
- 系統：新生・極龍
- 戰徽：紅
- 費用：7
- 減輕戰徽：紅3，究極1
- LV3：BP11000，LV4：BP19000，LV5：BP27000，LV6：BP30000

SD25-X02 究極射手阿波羅龍
- 系統：三龍神・光導
- 戰徽：紅
- 費用：7
- 減輕戰徽：紅3
- LV3：BP12000，LV4：BP20000，LV5：BP23000

CP14-X13 極霸龍究極大和
- 系統：新生・古龍
- 戰徽：紅
- 費用：8
- 減輕戰徽：紅3
- LV3：BP13000，LV4：BP17000，LV5：BP25000，LV：BP40000

#### 白色
BS25-X06 究極輝宏沃登
- 系統：新生・武装
- 戰徽：白
- 費用：8
- 減輕戰徽：白4
- LV3：BP15000，LV4：BP20000，LV5：BP30000

SD20-X01 究極奧丁
- 系統：新生・武装
- 戰徽：白
- 費用：6
- 減輕戰徽：白4
- LV3：BP10000，LV4：BP15000，LV5：BP20000

#### 紫色
BS24-X04 究極絕望之翼
- 系統：新生・咒鬼
- 戰徽：紫
- 費用：7
- 減輕戰徽：紫3
- LV3：BP11000，LV4：BP16000，LV5：BP19000

BS25-X04 究極別西比特
- 系統：新生・冥主
- 戰徽：紫
- 費用：8
- 減輕戰徽：紫4
- LV3：BP13000，LV4：BP24000，LV5：BP29000

#### 綠色
SD22-X01 究極帝皇金牛
- 系統：新生・劍獸
- 戰徽：綠
- 費用：7
- 減輕戰徽：綠3
- LV3：BP11000，LV4：BP14000，LV5：BP18000

#### 黃色
BS27-X05 究極凜
- 系統：新生・想獸
- 戰徽：黃
- 費用：6
- 減輕戰徽：黃3
- LV3：BP11000，LV4：BP15000，LV5：BP20000

BS28-062 究極聖龍可可
- 系統：新生・極龍
- 戰徽：黃
- 費用：6
- 減輕戰徽：黃2，究極2
- LV3：BP9000，LV4：BP12000，LV5：BP14000，LV6：BP20000

SD23-X01 究極維利愛爾
- 系統：新生・天靈
- 戰徽：黃
- 費用：7
- 減輕戰徽：黃3
- LV3：BP10000，LV4：BP14000，LV5：BP17000

#### 藍色
BS24-X08 究極護城魔像
- 系統：新生・造兵
- 戰徽：藍
- 費用：7
- 減輕戰徽：藍3
- LV3：BP12000，LV4：BP16000，LV5：BP26000

BS28-X08 究極獅龍伊安
- 系統：新生・極龍
- 戰徽：藍
- 費用：7
- 減輕戰徽：藍3，究極1
- LV3：BP10000，LV4：BP17000，LV5：BP25000，LV6：BP28000

SD24-X01 究極亞歷山大
- 系統：新生・鬥神
- 戰徽：藍
- 費用：6
- 減輕戰徽：藍3
- LV3：BP11000，LV4：BP21000

#### 混色
BS24-X03 究極齊格弗利汀
- 系統：新生・古龍・武裝
- 戰徽：紅，白
- 費用：7
- 減輕戰徽：紅2，白2
- LV3：BP12000，LV4：BP20000，LV5：BP30000

## 用語
究極的Battle Spirits
Ultimate(アルティメット)
Ultimate Trigge(Uトリガー (アルティメット - ))
Double Ultimate Triggle(WUトリガー (アルティメット - ))
究極三龍神

## 製作人員名單
- 企劃－日升動畫
- 原作－矢立肇
- 監督－渡邊正樹
- 系列構成－富岡淳廣
- 角色設計－石川哲也
- 戰魂設計－今石進、丸山浩、石垣純哉、ヒラタリョウ
- 機械設計－
- チーフディレクター－片桐千秋（名古屋電視台）、尾崎雅之（日升動畫）
- CGディレクター－柴田英樹
- CGチーフディレクター - 井上喜一郎
- 美術監督 - 小林賢治
- 色彩設計 - 柴田亞紀子
- 攝影監督 - 貞松壽幸
- 編輯－渡邊直樹
- 音樂－瀬川英史
- 音響監督－藤野貞義
- 音樂製作－Sunrise音樂出版、avex entertainment、DIVE II entertainment
- 遊戲設計－マイケル・エリオット
- 製作人－太田雅人、西田拓朗（名古屋電視台）、森田真好（日升動畫）
- 製作－名古屋電視台、日升動畫、ADK

## 主題曲
片頭曲
「I Wish」（第1話 - 第25話）
作詞・作曲 - 小川祐弥 / 編曲・歌 - BACKDRAFT SMITHS
「ZERO」（第26話 - 第49話）
作詞 - KOTOKO / 作曲 - 朝倉紀行 / 編曲 - 久米康嵩 / 歌 - 小林 竜之
片尾曲
「ノスタルジア」（第1話 - 第25話）
作詞 - 唐沢美帆 / 作・編曲・Produced by - 加藤裕介 / 歌 - かと*ふく（加藤英美里 & 福原香織）
「徒太陽」（第26話 - 第37話）
作詞 - ACKO / 作・編曲 - 永井ルイ / 歌 - i☆Ris
「Endless NOVA」（第38話 - 第49話）
作詞 - 畑亜貴 / 作曲・編曲 - 岩橋星実（Elements Garden） /  歌 - AG7（喜多修平、HIMEKA、佐咲紗花、河野マリナ、鈴木このみ、岡本菜摘、小林竜之）

## 各話列表
-

| 集數 | 中文標題                                 | 香港標題                 | 日語標題                                      | 劇本     | 分鏡                     | 演出         | 作畫監督                                               | 今週的一番星                             | 播放           |
| ---- | ---------------------------------------- | ------------------------ | --------------------------------------------- | -------- | ------------------------ | ------------ | ------------------------------------------------------ | ---------------------------------------- | -------------- |
| 01   | 登場! 究極之第一星!!                     | 登場，究極第一星         | 登場!アルティメットだ一番星!!                 | 冨岡淳広 | 渡辺正樹                 | 渡辺正樹     | 石川てつや                                             | アルティメット・オーディーン             | 2013年 9月22日 |
| 02   | 此乃究極祭典! 我即為灼熱之ZERO!!         | 究極祭典，我是灼熱Zero   | 究極祭だ!俺は灼熱のゼロ!!                     | 冨岡淳広 | 中島大輔 渡辺正樹        | 中島大輔     | 石田智子                                               | アルティメット・ジークフリード           | 9月29日        |
| 03   | 荒野之決鬥! 銀河七將登場!!               | 荒野的決鬥，銀河七將登場 | 荒野の決闘!銀河七将登場!!                     | 神山修一 | 高橋順                   | 高橋順       | 菊池晃                                                 | ムゲンドラ                               | 10月6日        |
| 04   | 守護神降臨! 我即為白銀之ZERO!!           | 守護神降臨，我是白銀Zero | 守護神来たぜ!俺は白銀のゼロ!!                 | 網谷正治 | 誉田晶子                 | 誉田晶子     | 豊田暁子                                               | ウィングソルジャー                       | 10月13日       |
| 05   | 冰之星! 呼喚我的究極之聲到底是誰!!       |                          | 氷の星!俺を呼ぶ究極の声は誰だ?                | 山田由香 | 工藤寛顕                 | 工藤寛顕     | 波風立志                                               | アルティメット・ジークフリード           | 10月20日       |
| 06   | 和我並肩作戰! 沈睡於卡組深處的灼熱傢伙!! |                          | 俺と戦え!デッキの底の熱い奴!!                 | 冨岡淳広 | 池野昭二                 | 池野昭二     | 鈴木幸江                                               | アルティメット・ジークフリーデン         | 10月27日       |
| 07   | 細心品味! 另一名究極使用者!!             |                          | 味わえ!もう一人のアルティメット使い!!         | 網谷正治 | 川崎逸朗                 | 川崎逸朗     | 鍋田香代子                                             | アルティメット・デスペラード             | 11月10日       |
| 08   | 全宇宙激震! 究極 VS 究極!!               |                          | 全宇宙激震!究極対究極!!                       | 神山修一 | 馬引圭                   | 馬引圭       | 長生中 西島加奈                                        | アルティメット・ジークフリーデン         | 11月17日       |
| 09   | 綠屬性之星球! 究極之流星!!               |                          | 緑の星!アルティメットだ流れ星!!               | 山田由香 | 古川順康 池野昭二 高橋順 | 政木伸一     | 青山まさのり                                           | アルティメット・キャッスルゴレム         | 11月24日       |
| 10   | 恐怖的暗黑神Bomber!?                     |                          | 恐怖の暗黒神ボンバー!?                        | 冨岡淳広 | 中島大輔                 | 中島大輔     | 石田智子                                               | クォーツ・ゴレム                         | 12月1日        |
| 11   | 爭奪戰! 新的究極卡到底屬於誰!?           |                          | 争奪戦!新アルティメットは誰の物!?             | 網谷正治 | 高橋順                   | 高橋順       | 菊池晃                                                 | アルティメット・ヴァリエル               | 12月8日        |
| 12   | 決定!? 銀河第一是誰!!                    |                          | 決定!?銀河で一番強いヤツ!!                    | 神山修一 | 齋藤昭裕                 | 齋藤昭裕     | 鈴木幸江                                               | アルティメット・キングタウロス           | 12月15日       |
| 13   | 輝煌之星! 女海盜 VS 第一星!              |                          | 輝く星!女海賊対一番星!                        | 山田由香 | 誉田晶子                 | 誉田晶子     | 小島彰                                                 | ヴァルト・イエーガー                     | 12月22日       |
| 14   | 無限奮鬥! 被綁架的女神!!                 |                          | ムゲン奮闘!狙われたマジカル!!                 | 冨岡淳広 | 馬引圭                   | 馬引圭       | 大浦藍子 小野和寛                                      | ムゲンドラゴン                           | 2014年 1月5日  |
| 15   | 利古特離家出走!? 銀河最強的姐弟乾架!     |                          | リクト家出!?銀河最大の姉弟ゲンカ!             | 網谷正治 | 工藤寛顕                 | 工藤寛顕     | 波風立志                                               | 騎士ペンタン                             | 1月12日        |
| 16   | 雪恥之戰! 流星 VS 第一星!!               |                          | リベンジ!流れ星対一番星!!                     | 神山修一 | 池野昭二                 | 池野昭二     | 中野圭哉 西島加奈                                      | アルティメット・グラン・ウォーデン       | 1月19日        |
| 17   | 解放吧! 被詛咒的COWCOW號!                |                          | 解放せよ!呪われたCOWCOW号!                    | 山田由香 | 中島大輔                 | 中島大輔     | 石田智子                                               | ムゲンドラゴン                           | 1月26日        |
| 18   | 逃出生天! 恐怖的宇宙船墳場!              |                          | 抜け出せ!恐怖の宇宙船墓場!                    | 竹内利光 | 川崎逸朗                 | 川崎逸朗     | 鍋田香代子                                             | アルティメット・ベルゼビート             | 2月2日         |
| 19   | 切賀的記憶!? 神秘少女現身!               |                          | キリガの記憶!?謎の少女現わる!                 | 冨岡淳広 | 高橋順                   | 高橋順       | 菊池晃                                                 | アルティメット・グラン・ウォーデン       | 2月9日         |
| 20   | ZERO進擊入院! 危險的戰徽!                |                          | 緊急入院ゼロ!危うしシンボル!                  | 網谷正治 | 馬引圭 渡辺正樹          | 松本マサユキ | 鈴木幸江                                               | スタードライアン                         | 2月16日        |
| 21   | 有4個ZERO!?N挑戰分身對戰!                |                          | ゼロが4人!?チャレンジ分身バトル!              | 神山修一 | 誉田晶子                 | 誉田晶子     | 小島彰                                                 | ダークヴルム・ノヴァ・レムナント         | 2月23日        |
| 22   | 最強銀河 究極利古特!N誒!?                |                          | 最強銀河究極（アルティメット）リクト!え!?     | 山田由香 | 工藤寛顕                 | 工藤寛顕     | 波風立志                                               | アルティメット・アレクサンダー           | 3月2日         |
| 23   | 究極保鏢對決!                            |                          | アルティメット用心棒対決!                     | 竹内利光 | 齋藤昭裕                 | 齋藤昭裕     | 大浦藍子 小野和寛                                      | アルティメット・ガイ・アスラ             | 3月9日         |
| 24   | 究極超新星!N新星怒吼!!                   |                          | 究極超新星!ノヴァ吼える!!                     | 冨岡淳広 | 中島大輔                 | 中島大輔     | 西島加奈                                               | アルティメット・ガイ・アスラ             | 3月16日        |
| 25   | 穿越宙門! 新星 VS 大地阿修羅!            |                          | ゲートを超えろ!ノヴァ対ガイ・アスラ!          | 冨岡淳広 | 馬引圭                   | 馬引圭       | 石田智子                                               | アルティメット・ジークヴルム・ノヴァ     | 3月23日        |
| 26   | 大激鬥! 究極 VS 秘十二宮合體             |                          | 大激突!究極（あるてぃめっと）対裏12宮ブレイヴ | 網谷正治 | 高橋順                   | 高橋順       | 須永頼太 戸井田珠里 田村里美                           | 巨蟹星鎧ブレイヴキャンサー               | 3月30日        |
| 27   | 愛麗絲危在旦夕! 秘十二宮合體大襲擊!      |                          | エリス危うし!裏12宮ブレイヴ大襲撃!            | 神山修一 | 喜多谷充                 | 喜多谷充     | 鍋田香代子                                             | ムゲンドラゴン・ノヴァ                   | 4月6日         |
| 28   | 三龍神登場! 切賀的新力量!                |                          | 三龍神登場!キリガの新たな力!                  | 山田由香 | 池野昭二                 | 池野昭二     | 菊池晃                                                 | アルティメット・サジット・アポロドラゴン | 4月13日        |
| 29   | 真紅切賀的大叛亂!                        |                          | 真っ赤なキリガの大反乱!                       | 竹内利光 | 誉田晶子                 | 誉田晶子     | 小島彰                                                 | メテオドライアン                         | 4月20日        |
| 30   | 明星登台! 我是閃光之ZERO!                |                          | スター登場!閃光のゼロでーす!                  | 網谷正治 | 中島大輔                 | 中島大輔     | 鈴木幸江 石田智子                                      | アルティメット・リーン                   | 4月27日        |
| 31   | 第三條赤龍! 戰徽心胸閃耀著光輝的時刻!!   |                          | 三体目の赤き龍!シンボル胸に光る時!!           | 冨岡淳広 | 馬引圭                   | 馬引圭       | 大浦藍子 小野和寛                                      | 聖龍皇アルティメット・セイバー           | 5月4日         |
| 32   | 秘十二宮的超級巨星!? 來自獅子座的挑戰!!  |                          | 裏12宮の大スター!?しし座からの挑戦!!          | 神山修一 | 工藤寛顕                 | 工藤寛顕     | 波風立志                                               | 獅子星鎧レオブレイヴ                     | 5月11日        |
| 33   | 再見了 萊拉                              |                          | さよなら ライラ                               | 山田由香 | 高橋順                   | 高橋順       | 西島加奈                                               | 聖龍皇アルティメット・セイバー           | 5月18日        |
| 34   | 最強銀河 名偵探利古特 誒!?               |                          | 最強銀河名探偵リクト え!?                     | 竹内利光 | 齋藤昭裕                 | 齋藤昭裕     | 服部憲知 沼津雅人                                      | アルティメット・リーン                   | 5月25日        |
| 35   | 彗星突擊! 究極大發現!                    |                          | 彗星突撃!究極大発見!                          | 冨岡淳広 | 喜多谷充                 | 喜多谷充     | 鍋田香代子                                             | アルティメット・サジット・アポロドラゴン | 6月1日         |
| 36   | 無限失控!? 第一星、你廢話少說            |                          | 暴走ムゲン!?ご意見無用、一番星                | 網谷正治 | 中島大輔                 | 中島大輔     | 菊池晃                                                 | ムゲンドラゴン・ノヴァ                   | 6月8日         |
| 37   | 卡凌絕頂! 正義杯開幕                     |                          | 頂点を目指せ!ジャスティスカップ開幕           | 神山修一 | 渡辺正樹 誉田晶子        | 馬引圭       | 石田智子                                               | ノイジーレイヴン                         | 6月22日        |
| 38   | 大激戰! 愛與友情的三羽鴉!!               |                          | 大激戦!愛と友情の三羽がらす!!                 | 竹内利光 | 誉田晶子                 | 誉田晶子     | 小島彰                                                 | ジャングルクロウデーモン                 | 6月29日        |
| 39   | 不是吧! 我的搭檔怎麼可能又進化!?         |                          | うゎぁ!俺の相棒がこんなことに!?               | 山田由香 | 工藤寛顕                 | 工藤寛顕     | 波風立志                                               | アルティメット・ムゲンドラゴン           | 7月6日         |
| 40   | 全知全能的米洛克                         |                          | 全知全能のミロク!                             | 網谷正治 | 池野昭二                 | 池野昭二     | 鈴木幸江                                               | 極覇龍アルティメット・ヤマト             | 7月13日        |
| 41   | 銀河最強激鬥! 我VS本大爺!!               |                          | 銀河最大の激突!俺対オレ様!!                   | 冨岡淳広 | 高橋順                   | 高橋順       | 大浦藍子                                               | アルティメット・ムゲンドラゴン           | 7月20日        |
| 42   | 米洛克動真格? 如噩夢般的卡組在嘲笑著!    |                          | ミロクの本気?悪夢のデッキが笑う!              | 竹内利光 | 中島大輔                 | 中島大輔     | 西島加奈                                               | アルティメット・ムゲンドラゴン           | 7月27日        |
| 43   | 悄然而至的恐怖! 蛇夫座降臨!!             |                          | しのびよる恐怖!蛇遣い座がくる!!               | 神山修一 | 喜多谷充                 | 喜多谷充     | 鍋田香代子                                             | アルティメット・ドライアン               | 8月10日        |
| 44   | 凶煞無比的對戰! 涅古斯現身!!             |                          | 最凶バトル!ネイクス出現!!                     | 山田由香 | 菱田正和                 | 菱田正和     | 菊池晃                                                 | キャンサード・リバース                   | 8月17日        |
| 45   | 究極之BS! 震撼現身!!                     |                          | 出現!究極のバトスピ!!                         | 冨岡淳広 | 齋藤昭裕 高橋順          | 齋藤昭裕     | 石田智子                                               | アルティメット・ドライアン               | 8月24日        |
| 46   | 深不見底的黑暗! 涅古斯瘋狂失控!!         |                          | 底知れぬ闇!ネイクス大暴走!!                   | 網谷正治 | 誉田晶子                 | 誉田晶子     | 小島彰                                                 | アルティメット・ショコドラ               | 8月31日        |
| 47   | 流星閃瞬! 切賀的友情對戰!!               |                          | 流れ星、瞬いて!キリガ友情のバトル!            | 竹内利光 | 工藤寛顕                 | 工藤寛顕     | 波風立志                                               | ストライクヴルム・レオ・リバース         | 9月7日         |
| 48   | 第一星之零、亦即為究極ZERO!!             |                          | 一番星のレイ、それは究極のゼロ!!              | 冨岡淳広 | 中島大輔                 | 中島大輔     | 鈴木幸江                                               | ゴシック・グラーヴ                       | 9月14日        |
| 49   | 大家都是第一! 同為究極好兄弟!            |                          | みんな一番!アルティメットなマジダチだ!!       | 冨岡淳広 | 渡辺正樹                 | 渡辺正樹     | 鈴木幸江、菊池晃 西島加奈、石田智子 小島彰、石川てつや | -                                        | 9月21日        |

## 外部連結
1. 節目表顯示前者「Battle Spirits 最強銀河究極Zero」，節目內顯示後者「戰鬥之魂 最強銀河究極Zero」
2. ↑  以播放時所顯示的字幕為準。

最強銀河究極ZERO Battle Spirits  （页面存档备份，存于）（日昇動畫官網）
最強銀河究極ZERO Battle Spirits  （页面存档备份，存于）（メ〜テレ官網）
最強銀河究極ZERO Battle Spirits （页面存档备份，存于）（Twitter）